# 내겐 너무 이쁜 당신 (드라마)
《내겐 너무 이쁜 당신》은 2000년 3월 3일에 MBC에서 방영한 베스트극장이다.

## 줄거리
홀어머니를 모시며 도시락 전문점을 운영하는 노총각 종진은 같은 동네에 사는 단골손님 정현을 짝사랑하게 된다. 어느날 우연히 정현이
미혼모라는 사실을 듣게 된 종진은 그럼에도 불구하고 자신의 사랑을 진행시켜 나간다.

## 등장 인물

### 주요 인물
- 권오중 : 김종진 역
- 김지영 : 이정현 역

### 그 외 인물
- 김용림 : 종진의 어머니 역
- 김응석
- 윤용현 : 명식 역 - 종진의 친구
- 이경순
- 정은수
- 이진목
- 정이란
- 이혜진 : 나영 역 - 정현의 딸